# Aşk Laftan Anlamaz
Aşk Laftan Anlamaz è un serial televisivo drammatico turco composto da 31 puntate, trasmesso su Show TV dal 15 giugno 2016 al 19 febbraio 2017. È diretto da Bahadır İnce e Müge Uğurlar, scritto da Makbule Kosif e Eda Tezcan, prodotto da Tims Productions e Bi Yapım ed come protagonisti Hande Erçel e Burak Deniz.

## Trama
Murat Sarsılmaz è l'erede della famiglia dell'imperatore tessile Sarsılmaz, mentre Hayat Uzun è una ragazza di umili origini che è nata a Giresun e vive a Istanbul con le sue due amiche. A causa di un errore con la sua identità, inizia a lavorare come assistente personale di Murat Sarsılmaz presso l'azienda, dove si sviluppa la storia d'amore tra lui e Hayat. Sebbene la loro relazione inizi con il piede sbagliato, continua con una storia d'amore nonostante le avversità.

## Episodi
| Stagione       | Episodi | Prima TV Turchia | Prima TV Italia |
| -------------- | ------- | ---------------- | --------------- |
| Prima stagione | 31      | 2016-2017        | inedita         |

### Prima stagione (2016-2017)
| n° | Titolo originale | Prima TV Turchia  |
| -- | ---------------- | ----------------- |
| 1  | 1. Bölüm         | 15 giugno 2016    |
| 2  | 2. Bölüm         | 22 giugno 2016    |
| 3  | 3. Bölüm         | 29 giugno 2016    |
| 4  | 4. Bölüm         | 13 luglio 2016    |
| 5  | 5. Bölüm         | 20 luglio 2016    |
| 6  | 6. Bölüm         | 27 luglio 2016    |
| 7  | 7. Bölüm         | 3 agosto 2016     |
| 8  | 8. Bölüm         | 10 agosto 2016    |
| 9  | 9. Bölüm         | 17 agosto 2016    |
| 10 | 10. Bölüm        | 31 agosto 2016    |
| 11 | 11. Bölüm        | 7 settembre 2016  |
| 12 | 12. Bölüm        | 21 settembre 2016 |
| 13 | 13. Bölüm        | 28 settembre 2016 |
| 14 | 14. Bölüm        | 5 ottobre 2016    |
| 15 | 15. Bölüm        | 12 ottobre 2016   |
| 16 | 16. Bölüm        | 19 ottobre 2016   |
| 17 | 17. Bölüm        | 26 ottobre 2016   |
| 18 | 18. Bölüm        | 5 novembre 2016   |
| 19 | 19. Bölüm        | 12 novembre 2016  |
| 20 | 20. Bölüm        | 19 novembre 2016  |
| 21 | 21. Bölüm        | 26 novembre 2016  |
| 22 | 22. Bölüm        | 3 dicembre 2016   |
| 23 | 23. Bölüm        | 10 dicembre 2016  |
| 24 | 24. Bölüm        | 17 dicembre 2016  |
| 25 | 25. Bölüm        | 24 dicembre 2016  |
| 26 | 26. Bölüm        | 7 gennaio 2017    |
| 27 | 27. Bölüm        | 14 gennaio 2017   |
| 28 | 28. Bölüm        | 21 gennaio 2017   |
| 29 | 29. Bölüm        | 4 febbraio 2017   |
| 30 | 30. Bölüm        | 12 febbraio 2017  |
| 31 | 31. Bölüm        | 19 febbraio 2017  |

## Personaggi e interpreti

### Personaggi principali
- Hayat Uzun (episodi 1-31), interpretata da Hande Erçel.
- Murat Sarsılmaz (episodi 1-31), interpretato da Burak Deniz.
- Doruk Sarsılmaz (episodi 1-31), interpretato da Oğuzhan Karbi.
- Aslı Sarsılmaz (episodi 1-31), interpretata da Özcan Tekdemir.
- İpek (episodi 1-31), interpretata da Merve Çağıran.
- Kerem (episodi 1-31), interpretato da Süleyman Felek.
- Tuval Yanıkoğlu (episodi 1-31), interpretata da Demet Gül.
- Emine Uzun (episodi 1-31), interpretata da Sultan Köroğlu Kiliç.
- Fadik (episodi 1-31), interpretata da Evren Duyal.
- Derya Sarsılmaz (episodi 1-31), interpretato da Betül Çobanoğlu.
- Çağla (episodi 1-31), interpretata da Gözde Kocaoğlu Yağmur.
- Sena (episodi 1-31), interpretata da Elçin Afacan.
- Didem (episodi 1-16), interpretata da Tuğçe Karabacak.
- Nejat Sarsılmaz (episodi 1-20), interpretato da Cem Emüler.
- Azime Sarsılmaz (episodi 1-30), interpretata da Nazan Diper.
- Cansu (episodi 2-31), interpretata da Zeynep Elçin.
- İbrahim (episodi 9-16), interpretato da İsmail Ege Şaşmaz.
- Haşmet Uzun (episodi 16-31), interpretato da Metin Akpınar.
- Hulya (episodi 20-31), interpretata da Gamze Topuz.
- Emre Azatoğlu (episodi 21-29), interpretato da Birand Tunca.

### Personaggi secondari
- Sanem (episodio 1), interpretata da Ada Mina Demir.
- Kemal Pektas (episodi 1-2, 16), interpretato da Oğuz Okul.
- Suna Pektas (episodi 1-6), interpretata da Elif Doğan.
- Gökçe (episodi 1-6), interpretata da Metehan Kuru.
- Musicista (episodio 2), interpretato da Emre Terzioglu.
- Gulsah (episodio 4), interpretata da Sibel Şişman.
- Abdullah (episodio 4), interpretato da Abdullah Muhammad.
- Cenk (episodi 4-6), interpretato da Alp Navruz.
- Kamuran (episodi 8-15), interpretata da Gökhan Niğdeli.
- Leyla Sarsılmaz (episodi 21-28), interpretata da Nurseli Tırışkan.
- Can (episodio 25), interpretato da Acun Ilıcalı.
- Emre (episodio 25), interpretato da Ali Yağcı.
- Demet (episodio 25), interpretata da Başak Güröz.
- Güliz (episodio 25), interpretata da Alina Boz.
- Figen (episodi 25-31), interpretata da Beste Tok.
- Piril (episodi 25-31), interpretata da Burcu Özberk.
- Polen (episodi 25-31), interpretata da Ayça Eren.
- Engin (episodi 25-31), interpretato da Gökberk Demirci.
- Melek (episodi 25-31), interpretata da Ayşe Akın.
- Haktan Yimaz (episodi 25-31), interpretato da Matinnaveie.
- Cantante (episodi 25-31), interpretata da Shubham Rangra.
- Ada (episodi 25-26, 29), interpretata da Aslı Melisa Uzun.
- Basak (episodi 25-26, 29, 31), interpretata da Melek Mosso.
- Serkan (episodio 26), interpretato da Burak Çelik.
- Deniz (episodio 26), interpretato da Cenk Kangöz.
- Leyla (episodio 27), interpretata da Cansu Büsra Tuman.
- Eda (episodio 27), interpretata da Başak Gümülcinelioğlu.
- Cemil Uzun (episodi 27-31), interpretato da Bülent Emrah Parlak.
- Yasin (episodi 27-31), interpretato da Can Verel.
- Bilge (episodi 29-31), interpretata da İlayda Ildır.
- Dottoressa (episodio 30), interpretato da Nuray Şerefoğlu.
- Masal (episodi 30-31), interpretata da Cemre Baysel.
- Ceyda (episodi 30-31), interpretata da Güliz Gündüz.

## Produzione
La serie è diretta da Bahadır İnce e Müge Uğurlar, scritta da Makbule Kosif e Eda Tezcan e prodotta da Tims Productions e Bi Yapım.

### Riprese
Le riprese della serie sono state effettuate a Giresun e a Istanbul, in particolare nel quartiere di Kanlıca del distretto di Beykoz, mentre alcune riprese sono state realizzate anche a Smirne.

## Promozione
L'esordio della serie, previsto per il 15 giugno 2016, è stato annunciato il 7 giugno dalla società di produzione Bi Yapım. I primi promo della serie sono stati pubblicati dalla metà di maggio 2016.

## Riconoscimenti
Pantene Golden Butterfly Awards
- 2016: Candidatura come Miglior attrice comica televisiva ad Hande Erçel
- 2017: Premio come Miglior attrice comica televisiva ad Hande Erçel e Bi Yapım
- 2017: Candidatura come Miglior attore in una commedia romantica a Burak Deniz

Turkey Youth Awards
- 2017: Candidatura come Miglior serie televisiva per Aşk Laftan Anlamaz
- 2017: Premio come Miglior attrice televisiva ad Hande Erçel
- 2017: Candidatura come Miglior attore televisivo a Burak Deniz
- 2017: Premio come Miglior regista a Müge Uğurlar
- 2017: Candidatura come Miglior sceneggiatrice a Makbule Kosif
- 2017: Candidatura come Miglior sceneggiatrice ad Eda Tezcan